# Thomas Dehler
Thomas Dehler (Lichtenfels, Alta Franconia, 14 de diciembre de 1897—Streitberg, Alta Franconia, 21 de julio de 1967) fue un abogado y político alemán del Partido Democrático Libre (FDP) que fue miembro del Consejo Parlamentario, la comisión que redactó la Ley Fundamental para la República Federal de Alemania. Desde 1949 hasta 1953 ejerció como ministro federal de Justicia bajo la cancillería de Konrad Adenauer y desde 1954 hasta 1957 presidió el FDP.

## Biografía
Thomas Dehler nació el 14 de diciembre de 1897 como hijo de un carnicero y dueño de un restaurante. De 1911 a 1916 fue a un Gymnasium y después se hizo miembro del ejército. Dado que sufría de asma, no luchó en la frente sino que sirvió en el servicio sanitario. En 1918 fue licenciado del ejército y empezó a estudiar Medicina. Sin embargo luego decidió estudiar Derecho y Ciencia Política. Se doctoró en 1920 y concluyó sus estudios en 1923.
De 1920 a 1933 Dehler fue miembro del Partido Democrático Alemán, que desde 1930 se llamó Partido del Estado Alemán. En 1924 empezó a trabajar como abogado. En 1925 se casó con Irma Frank. En 1926 fue presidente del Partido Democrático Alemán y el mismo año se hizo miembro de una logia masónica. Después de la subida al poder de Hitler llevó una vida retirada, pero tuvo contacto con un grupo de la resistencia. En 1938 y en 1944 fue detenido por periodos cortos.
Después de la Segunda Guerra Mundial, en junio de 1945, el Gobierno militar lo nombró jefe de distrito. El mismo año se convirtió en fiscal general. Ocupó este puesto hasta 1947. De 1947 a 1949 fue presidente de la audiencia territorial de Baviera. También fue uno de los fundadores del Partido Democrático Libre (FDP) en Baviera. De 1946 a 1956 fue jefe del partido en Baviera. En 1946 también fue miembro de la comisión que redactó la constitución del Land (estado federado) de Baviera. De 1946 a 1949 fue miembro del Parlamento Regional Bávaro.
Entre 1948 y 1949 fue miembro del Consejo Parlamentario, la comisión que redactó la Ley Fundamental para la República Federal de Alemania y que se reunió por primera vez el 1 de septiembre de 1948. En el Consejo Parlamentario Dehler fue miembro, entre otros, del comité principal y del comité para la organización del Estado federal. Abogó por un sistema presidencialista y por un Consejo Federal con miembros que forman parte de los Gobiernos de los Länder (estados federados). También abogó por una separación estricta del Estado y la sociedad, particularmente del Estado y de la Iglesia, del Estado y de los sindicatos y del Estado y de otros grupos de interesados.
De 1949 a 1967 fue miembro del Parlamento federal, el Bundestag. Desde 1949 hasta 1953 ejerció como ministro federal de Justicia bajo la cancillería de Konrad Adenauer.
Entre 1946 y 1956 fue presidente del FDP en Baviera. Entre 1954 y 1957 fue presidente del FDP a nivel federal. Entre 1953 y 1957, como miembro del Bundestag, presidió el grupo parlamentario del FDP. Entre 1960 y 1967 se desempeñó como vicepresidente del Bundestag.
Falleció el 21 de julio de 1967 víctima de un ataque al corazón.